# Шлинка
Шлинка — река в России, протекает по Валдайском районе Новгородской области, Фировскому и Бологовскому районам Тверской области. Устье реки находится в 45 км по левому берегу реки Шлина. Длина реки составляет 46 км, площадь водосборного бассейна 358 км².
В 5 км от устья, по левому берегу реки впадает река Ладыженка.
Река протекает через деревню Градобить Рождественского сельского поселения и село Куженкино (в 2 км к югу от посёлка Куженкино) Куженкинского сельского поселения.
На реке был выкопан небольшой искусственный водоём, обустроен пляж. Однако в 2010-х гг. благоустроительные работы более не проводились, водоём оказался заболочен, берега реки завалены мусором, вода загрязнена.

## Данные водного реестра
По данным государственного водного реестра России относится к Балтийскому бассейновому округу, водохозяйственный участок реки — Шлина, речной подбассейн реки — Волхов. Относится к речному бассейну реки Нева (включая бассейны рек Онежского и Ладожского озера).
Код объекта в государственном водном реестре — 01040200112102000020057.